# Kevin Bukusu
Kevin Bukusu (Aken, 27 februari 2001) is een Duits-Angolees voetballer die doorgaans als centrale verdediger speelt. 

## Clubcarrière

### Jeugd
Bukusu begon zijn voetbalcarrière in zijn eigen stad bij SV Sportfreunde Aachen-Horn, TSV Alemannia Aachen en DJK Westwacht Aachen. In 2014 maakte hij de overstap naar de jeugdopleiding van Bayer 04 Leverkusen. Daar speelde hij bij de onder 17 en onder 19-elftal, maar tot een doorbraak in het eerste elftal kwam het nooit.

### Senioren
Op 17 juli 2020 maakte N.E.C. bekend dat het Bukusu overnam van Bayer Leverkusen. Bukusu debuteerde op 3 oktober 2020 voor N.E.C. in de Eerste divisie als basisspeler in de thuiswedstrijd tegen FC Eindhoven (6-0). Op 23 mei promoveerde Bukusu met N.E.C. naar de Eredivisie, door in de finale van de play-offs NAC Breda met 1-2 te verslaan.
Hij werd in het seizoen 2021/22 verhuurd aan Helmond Sport. Daar wist Bukusu in de Eerste divisie geen vaste waarde te worden. Medio 2022 lichtte N.E.C. de optie om zijn contract met twee seizoenen te verlengen niet.
Hij vervolgde zijn loopbaan in Oostenrijk bij Wolfsberger AC. Begin 2024 ging hij naar FK Žalgiris in Litouwen.

## Statistieken
| Seizoen                    | Club           | Competitie     | Competitie | Competitie | Beker | Beker | Overig | Overig | Totaal | Totaal |
| Seizoen                    | Club           | Competitie     | Wed.       | Dlp.       | Wed.  | Dlp.  | Wed.   | Dlp.   | Wed.   | Dlp.   |
| -------------------------- | -------------- | -------------- | ---------- | ---------- | ----- | ----- | ------ | ------ | ------ | ------ |
| 2020/21                    | N.E.C.         | Eerste divisie | 17         | 0          | 1     | 0     | 1      | 0      | 19     | 0      |
| 2021/22                    | →Helmond Sport | Eerste divisie | 13         | 0          | 0     | 0     | 0      | 0      | 13     | 0      |
| 2022/23                    | Wolfsberger    | Bundesliga     | 8          | 0          | 0     | 0     | 0      | 0      | 8      | 0      |
| 2023/24                    | Wolfsberger    | Bundesliga     | 0          | 0          | 0     | 0     | 0      | 0      | 0      | 0      |
| Carrièretotaal             | Carrièretotaal | Carrièretotaal | 30         | 0          | 1     | 0     | 1      | 0      | 32     | 0      |
| Bijgewerkt op 30 juni 2022 |                |                |            |            |       |       |        |        |        |        |

## Interlandcarrière
Hij was Duits jeugdinternational en nam deel aan het Europees kampioenschap voetbal mannen onder 17 - 2018. Hij speelde drie interlands voor Duitsland onder 16, waarin hij één keer scoorde en negen interlands voor Duitsland onder 17. In augustus 2021 werd hij voor het eerst opgenomen in de selectie van het Angolees voetbalelftal maar hij debuteerde niet.

## Persoonlijk
Zijn vader is afkomstig uit Angola en zijn moeder uit Congo. Zijn jongere broer Herdi Bukusu speelt als aanvaller.